# Marc Hirschi
Marc Hirschi (* 24. August 1998 in Bern) ist ein Schweizer Radsportler, der Rennen auf Bahn und Strasse bestreitet.

## Sportliche Laufbahn
In seinem ersten Jahr als Junior belegte Marc Hirschi im Alter von 16 Jahren den dritten Rang im Strassenrennen der Schweizer Junioren-Meisterschaft. Im Jahr darauf wurde er in dieser Kategorie erstmals Schweizer Meister und liess die Fachwelt aufhorchen, als er mehrere renommierte Junioren-Rennen gewann. So setzte er sich neben dem Grand Prix Général Patton auch beim Grand Prix Rüebliland durch. Bei den Europa- und Weltmeisterschaften fuhr er im Strassenrennen der Junioren in die Top 10. Im Jahr 2016 entschied er die Berner Rundfahrt sowie die Tour du Pays de Vaud in der Juniorenklasse für sich und wurde erneut Schweizer Strassenmeister der Junioren. Weiters gewann er in jenem Jahr die Trofeo Emilio Paganessi und das Einzelzeitfahren Grand Prix Rüebliland. Auf der Bahn wurde Hirschi im Jahr 2016 gemeinsam mit Reto Müller Junioren-Weltmeister im Zweier-Mannschaftsfahren, wenige Monate später errangen die beiden Sportler den nationalen Titel der Elite in dieser Disziplin. Bei den UEC-Strassen-Europameisterschaften 2016 wurde er Vize-Europameister im Einzelzeitfahren.
Nachdem er in den Jahren 2015 und 2016 für den Schweizer Club RRC Bern an den Start gegangen war, wechselte Marc Hirschi im Alter von 18 Jahren zum belgischen BMC Development Team, das als Nachwuchsmannschaft des BMC Racing Teams fungierte. Nachdem er zu Beginn der Saison 2017 die Bergwertung Triptyque des Monts et Chateaux für sich entschied, wurde er Schweizer Meister im Einzelzeitfahren der Klasse U23, ehe er bei den Europameisterschaften in dieser Disziplin die Bronzemedaille holte. Nach einem 14. Gesamtrang bei der Tour de l’Avenir gewann er mit der Tour du Jura im Alter von 19 Jahren sein erstes Rennen der Elite-Klasse.

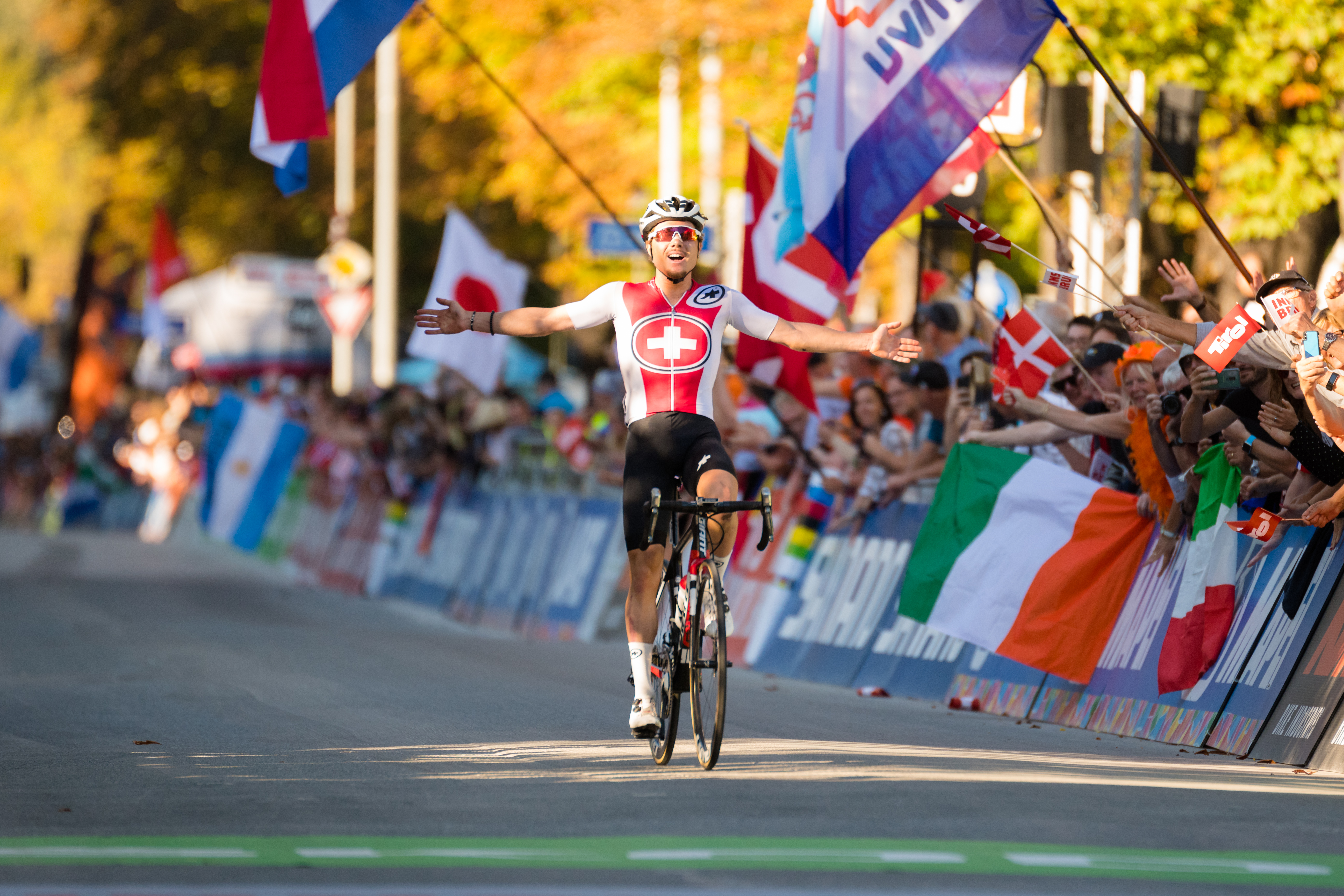
Im Jahr 2018 wird Marc Hirschi in Innsbruck U23-Weltmeister

Aufgrund der Einstellung des BMC Development Teams wechselte Marc Hirschi nach nur einem Jahr zum Development Team Sunweb, das unter dem Status eines UCI Continental Teams fuhr. Marc Hirschi feierte seinen ersten Saisonsieg bei der Istrian Spring Trophy, ehe er mit den Plätzen sechs und fünf bei den U23-Austragungen der Flandern-Rundfahrt und Lüttich-Bastogne-Lüttich aufzeigte. Im Anschluss setzte er sich in der Nachwuchswertung der Tour de l’Ain durch und gewann eine Etappe des Grand Prix Priessnitz spa, den er auf dem dritten Gesamtrang beendete. Weiters sicherte er sich einen Etappensieg bei der Tour Alsace und bestritt seine zweite Tour de l’Avenir. Nachdem er im tschechischen Zlín U23-Europameister im Strassenrennen geworden war, ging er als Mitfavorit bei den Weltmeisterschaften in Innsbruck an den Start. Auf dem anspruchsvollen Parcours setzte er sich in der abschliessenden Abfahrt rund zehn Kilometer vor dem Ziel von einer dreiköpfigen Fluchtgruppe ab und krönte sich im Alter von 20 Jahren als Solist zum U23-Weltmeister.

### Profivertrag beim Team Sunweb
Mit der Saison 2019 wurde Marc Hirschi im Alter von 20 Jahren ins UCI WorldTeam Sunweb übernommen. Er erhielt dabei einen Dreijahresvertrag. Sein Debüt gab er bei der Algarve-Rundfahrt, wo er hinter Tadej Pogačar und Neilson Powless Dritter der Nachwuchswertung wurde. Im Anschluss an die Tour de Suisse musste er sich bei den Schweizer Zeitfahrmeisterschaften nur Stefan Küng geschlagen geben, ehe er als Vierter nur knapp eine Medaille im Strassenrennen verpasste. Ein erstes Ausrufezeichen als Profi setzte Hirschi bei der Clásica San Sebastián, die er hinter Remco Evenepoel und Greg van Avermaet als Dritter beendete und somit erstmals auf dem Podium eines UCI-WorldTour-Rennens stand. Am Ende der Saison gewann er als Gesamtsechster die Nachwuchswertung der Deutschland Tour.

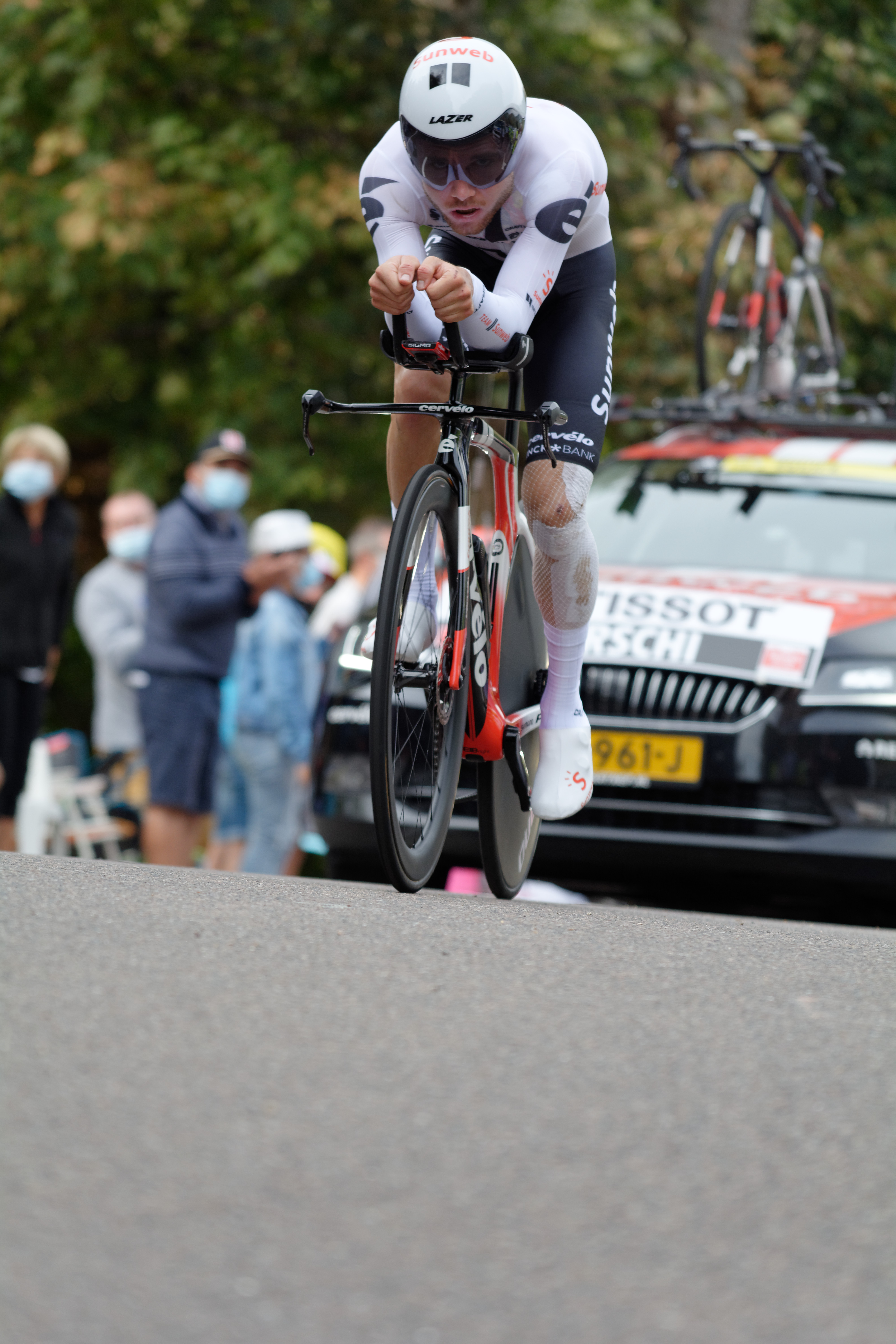
Bei der Tour de France 2020 gewinnt Marc Hirschi die 12. Etappe und wird zum kämpferischster Fahrer der Rundfahrt gewählt

Im Jahr 2020, das massgeblich durch die COVID-19-Pandemie beeinflusst wurde, gab Marc Hirschi mit 22 Jahren sein Grand-Tour-Debüt bei der Tour de France. Auf der 2. Etappe setzte er sich im Schlussanstieg gemeinsam mit Julian Alaphilippe und Adam Yates von den restlichen Fahrern ab, ehe er im Sprint von Nizza den zweiten Platz belegte. Er übernahm das Weisse Trikot, das er jedoch bereits bei der ersten Bergankunft im Rahmen der 4. Etappe an Tadej Pogačar abgeben musste. Auf der 9. Etappe die über mehrere Pyrenäen-Pässe führte, setzte sich Hirschi aus einer Fluchtgruppe ab und wurde nach einer 60 Kilometer langen Solo-Fahrt erst zwei Kilometer vor dem Ziel von den besten Gesamtklassement-Fahrern gestellt. Im anschliessenden Sprint musste er sich nur knapp den beiden Slowenen Tadej Pogačar und Primož Roglič geschlagen geben, die sich schlussendlich als grosse Dominatoren der Rundfahrt etablierten. Nach dem ersten Ruhetag ging Marc Hirschi auf der 12. Etappe erneut in die frühe Ausreissergruppe. Rund 30 Kilometer vor dem Ziel setzte er sich von dieser als Solist ab und gewann seine erste Grand Tour-Etappe mit einem Vorsprung von 47 Sekunden. In Paris wurde Hirschi zudem als kämpferischster Fahrer der Rundfahrt ausgezeichnet. Eine Woche nachdem er seine erste Tour de France auf dem 54. Gesamtrang beendet hatte, ging Hirschi bei den Strassenradsport-Weltmeisterschaften von Imola an den Start, wo er hinter Julian Alaphilippe und Wout van Aert die Bronzemedaille gewann. Anschliessend gewann er mit dem Flèche Wallonne seinen ersten Klassiker, als er sich im Schlussanstieg der Mur de Huy durchsetzte. Damit war er der erste Schweizer seit Ferdy Kübler im Jahr 1952, der dieses Rennen für sich entscheiden konnte. Am Ende der Saison wurde Marc Hirschi Zweiter des Radsport Monuments Lüttich–Bastogne–Lüttich, wobei er sich im Zielsprint einer fünf Fahrer umfassenden Spitzengruppe nur dem Slowenen Primož Roglič geschlagen geben musste. Dabei wurde er jedoch von Julian Alaphilippe behindert, der aufgrund seiner Fahrweise auf den fünften Rang zurückversetzt wurde.
Im Januar 2021 wurde bekannt gegeben, dass der noch bis Saisonende 2021 gültige Vertrag von Hirschi mit seiner ab dieser Saison Team DSM heissenden Mannschaft auf Veranlassung der Teamleitung einvernehmlich aufgelöst worden sei. Über die Gründe der Vertragsauflösung wurde Stillschweigen vereinbart. Kurz darauf wechselte Hirschi zum UAE Team Emirates.

### Wechsel zum UAE Team Emirates

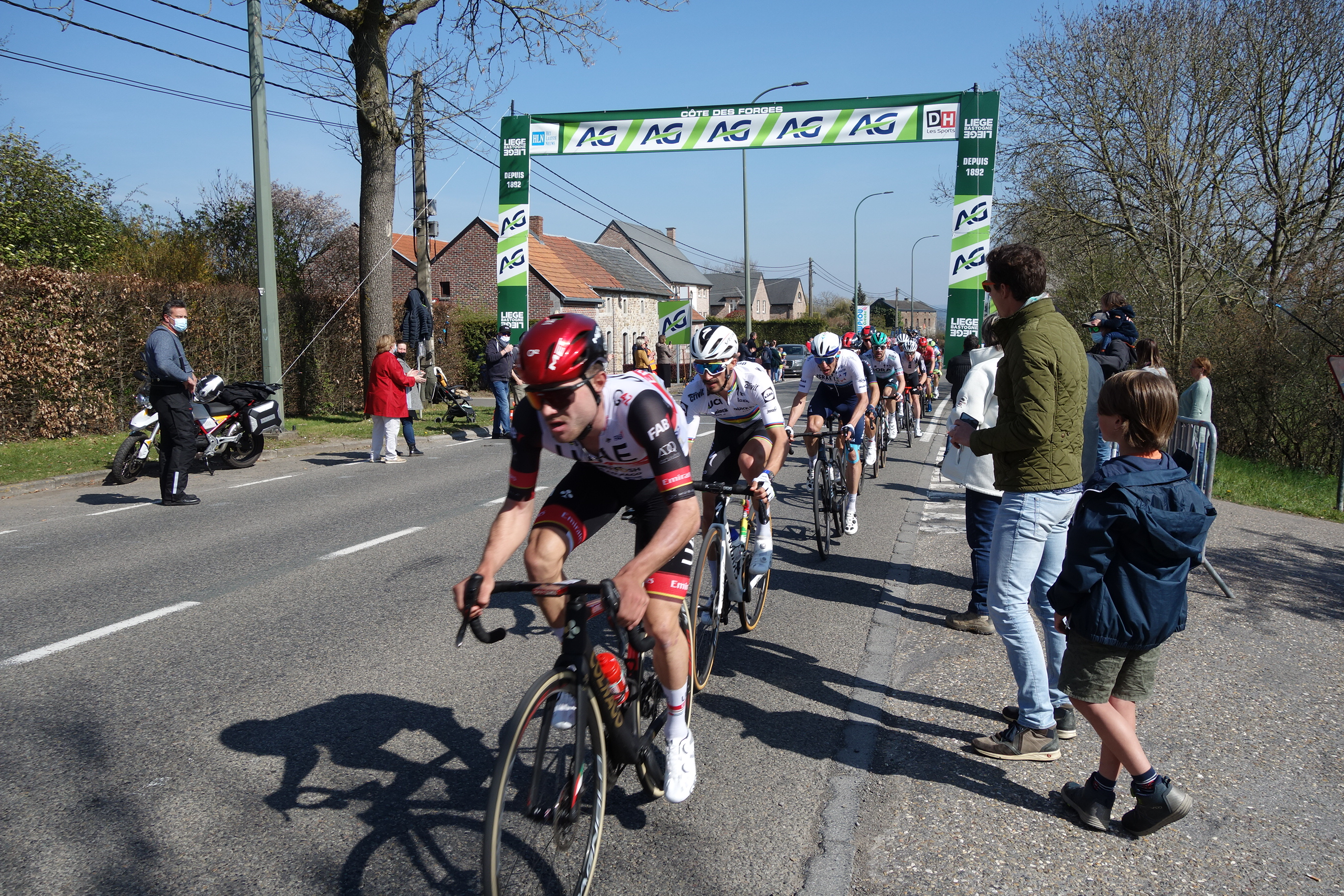
Marc Hirschi (1. Position) bei Lüttich–Bastogne–Lüttich 2021

Im Jahr 2021 konnte Marc Hirschi nicht an seine Leistungen des Vorjahres anschliessen. Nachdem er erneut nationaler Vizemeister im Einzelzeitfahren geworden war, verhalf der Tadej Pogačar zu dessen zweiten Gesamtsieg bei der Tour de France, wobei Hirschi selbst den 98. Gesamtrang belegte. Olympischen Spiele von Tokio belegte Hirschi den 25. Rang im Strassenrennen, ehe er im September bei der Luxemburg-Rundfahrt einen Tagessieg feierte. In der Gesamtwertung sowie in der Nachwuchswertung musste er sich jedoch dem Portugiesen João Almeida geschlagen geben. Nachdem er das Strassenrennen der Weltmeisterschaften nicht beendet hatte, wurde er am Ende der Saison Zweiter der Veneto Classic.
In der Saison 2022 gewann Marc Hirschi die italienischen Eintagesrennen Per sempre Alfredo, Giro della Toscana und Veneto Classic. Zudem entschied er den heimischen Grossen Preis des Kantons Aargau für sich. Die Tour de France bestritt er erneut als Helfer von Tadej Pogačar, der sich diesmal jedoch dem Dänen Jonas Vingegaard geschlagen geben musste.

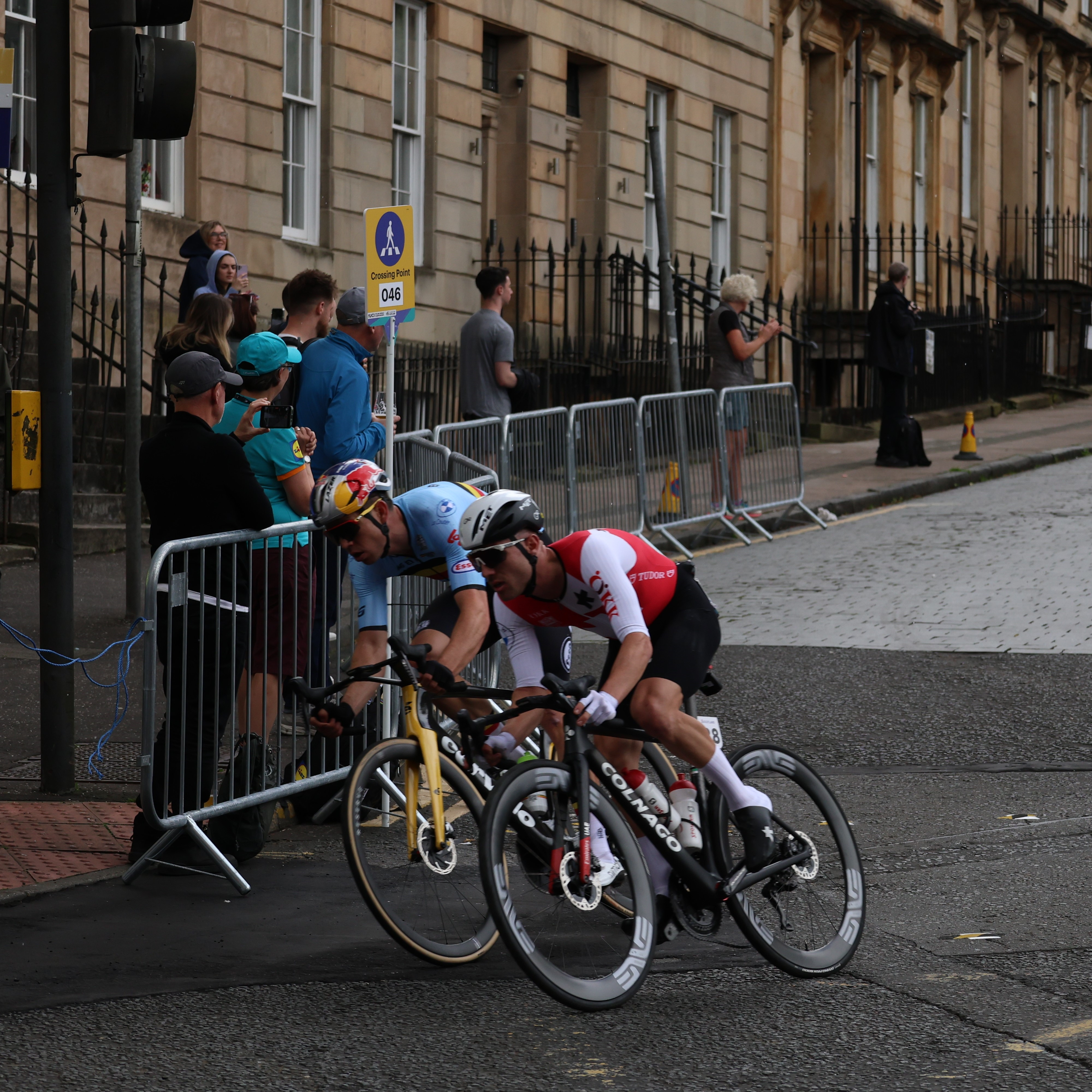
Marc Hirschi (im Vordergrund) bei den Radsport-Weltmeisterschaften von Glasgow

Im Jahr 2023 sicherte sich Hirschi mit der Tour de Hongrie seinen ersten Gesamtsieg bei einer Rundfahrt, wobei er die Führung bei der Bergankunft der 3. Etappe mit einem Tagessieg übernahm. Sein zweiter Saisonsieg folgte beim Giro dell’Appennino. Aufgrund des tödlichen Sturzes seines Landsmannes Gino Mäder verliess Marc Hirschi die Tour de Suisse frühzeitig, ehe er wenige Tage später erstmals Schweizer Meister im Strassenrennen wurde. Den Sieg widmete er seinem verstorbenen Freund, mit dem er bereits in den Nachwuchsklassen zahlreiche Rennen bestritten hatte. Da er im Vergleich zu den vorangegangenen Jahren nicht bei der Tour de France an den Start ging, bestritt Marc Hirschi gegen Ende der Saison vermehrt Eintagesrennen und gewann die Prueba Villafranca und Coppa Sabatini. Des Weiteren setzte er sich im Gesamtklassement der Luxemburg-Rundfahrt durch.
Im Frühjahr der Saison 2024 zeigte Marc Hirschi mit mehreren Top-Ergebnissen auf. Nachdem er die La Drôme Classic als Solist gewonnen hatte, wurde er Dritter von Mailand–Turin und verpasste als Zweiter hinter Thomas Pidcock nur knapp den Sieg beim Amstel Gold Race. Nachdem er erneut nicht für die Tour de France nominiert wurde, setzte er sich mit einem Etappensieg bei der Czech Tour durch und vertrat die Schweiz bei den Olympischen Spielen von Paris. Im Anschluss setzte er ein Ausrufezeichen, als er fünf Eintagesrennen in Folge für sich entschied. Zunächst setzte er sich bei der Clásica San Sebastián im Zwei-Mann-Sprint vor dem Franzosen Julian Alaphilippe durch, ehe er nach einer späten Attacke die Bretagne Classic gewann. Nach seinen zwei Siegen in der UCI WorldTour ging er in Italien an den Start und triumphierte innerhalb von sieben Tagen beim Gran Premio Industria & Artigianato, Coppa Sabatini und Memorial Marco Pantani. Bei den Strassenradsport-Weltmeisterschaften in Zürich erreichte er das Ziel als Sechster mit der ersten grösseren Gruppe, wobei er sich im Sprint um die Bronzemedaille geschlagen geben musste. Eine Woche später gewann er mit der Coppa Agostoni ein weiteres italienisches Eintagesrennen.

### Wechsel zum Tudor Pro Cycling Team
Bereits im August des Jahres 2024 wurde der Wechsel von Marc Hirschi zum Tudor Pro Cycling Team bekanntgegeben. Der zwischenzeitlich 26-jährige unterschrieb eine Dreijahresvertrag bei dem Schweizer UCI ProTeam, das auch die Dienste des Franzosen Julian Alaphilippe sicherte. Mit dem Gran Premi València gewann Hirschi im Jahr 2025 sein erstes Saisonrennen.

## Erfolge
2015
- Schweizer Junioren-Meister – Strassenrennen

2016
- Gesamtwertung Tour du Pays de Vaud
- Punktewertung Grand Prix Général Patton
- Junioren-Weltmeister – Zweier-Mannschaftsfahren (mit Reto Müller)
- Trofeo Emilio Paganessi
- eine Etappe Grand Prix Rüebliland
- Schweizer Junioren-Meister – Strassenrennen
- Junioren-Europameisterschaft – Einzelzeitfahren
- Schweizermeister – Zweier-Mannschaftsfahren (mit Reto Müller)

2017
- Bergwertung Le Triptyque des Monts et Chateaux
- Schweizer U23-Meister – Einzelzeitfahren
- U23-Europameisterschaft – Strassenrennen
- Tour du Jura

2018
- eine Etappe Istrian Spring Trophy
- Nachwuchswertung Tour de l’Ain
- eine Etappe Grand Prix Priessnitz spa
- U23-Europameister – Strassenrennen
- eine Etappe Tour Alsace
- U23-Weltmeister – Strassenrennen

2019
- Nachwuchswertung Deutschland Tour

2020
- eine Etappe und  Rote Rückennummer Tour de France
- Weltmeisterschaft – Strassenrennen
- La Flèche Wallonne

2021
- eine Etappe Luxemburg-Rundfahrt

2022
- Per sempre Alfredo
- Giro della Toscana
- Grosser Preis des Kantons Aargau
- Veneto Classic

2023
- Gesamtwertung und eine Etappe Ungarn-Rundfahrt
- Giro dell’Appennino
- Schweizer Meister – Strassenrennen
- Prueba Villafranca
- Coppa Sabatini
- Gesamtwertung und Nachwuchswertung Luxemburg-Rundfahrt

2024
- La Drôme Classic
- Gesamtwertung, Punktewertung und eine Etappe Czech Tour
- Clásica San Sebastián
- Bretagne Classic Ouest-France
- Gran Premio Industria & Artigianato
- Coppa Sabatini
- Memorial Marco Pantani
- Coppa Agostoni – Giro delle Brianze

2025
- Clàssica Comunitat Valenciana 1969 – Gran Premi València

## Wichtige Platzierungen
| Grand Tour            | 2019 | 2020 | 2021 | 2022 | 2023 | 2024 | 2025 |
| --------------------- | ---- | ---- | ---- | ---- | ---- | ---- | ---- |
| Giro d’ItaliaGiro     | –    | –    | –    | –    | –    | –    | –    |
| Tour de FranceTour    | –    | 54   | 98   | 126  | –    | –    | 78   |
| Vuelta a EspañaVuelta | –    | –    | –    | –    | –    | –    |      |

| Weltmeisterschaft        | 2019 | 2020 | 2021 | 2022 | 2023 | 2024 |
| ------------------------ | ---- | ---- | ---- | ---- | ---- | ---- |
| StraßenrennenStraße      | 27   | 3    | DNF  | –    | DNF  | 6    |
| EinzelzeitfahrenEZF      | –    | –    | –    | –    | –    | –    |
| MannschaftszeitfahrenMZF | –    | –    | –    | –    | –    | –    |

| Monument                 | 2019 | 2020 | 2021 | 2022 | 2023 | 2024 |
| ------------------------ | ---- | ---- | ---- | ---- | ---- | ---- |
| Mailand–Sanremo          | 48   | –    | –    | –    | –    | 112  |
| Flandern-Rundfahrt       | –    | –    | –    | –    | –    | DNF  |
| Paris–Roubaix            | –    | –    | –    | –    | –    | –    |
| Lüttich–Bastogne–Lüttich | 51   | 2    | 6    | 9    | 10   | 17   |
| Lombardei-Rundfahrt      | –    | –    | 36   | 81   | 19   | 44   |